# Jean-Emmanuel Depraz
Pour les articles homonymes, voir Depraz.
Jean-Emmanuel Depraz, également connu sous le surnom de « JiRock », né le 22 juin 1994, est un joueur français de Magic : L'Assemblée.
En 2018, il remporte la coupe du monde en équipe de la « World Magic Cup » en tant que capitaine de la délégation française. En 2021, il finit second du championnat du monde, qu'il remporte finalement en 2023.

## Biographie

### Débuts et premiers tournois (2000-2018)
Jean-Emmanuel Depraz commence à jouer à Magic : L'Assemblée au milieu des années 2000 et participe à ses premières compétitions au début des années 2010. Il se qualifie pour son premier Pro Tour, Journey Into Nyx à Atlanta, en 2014.
Le 12 novembre 2017, Depraz remporte son premier Grand Prix à Varsovie avec un deck « Énergie 4 couleurs » en Standard,,. Le 4 février 2018, il finit dans le top 8 du Pro Tour Rivals of Ixalan à Bilbao avec un deck « Traverse Shadow » en Modern. Deux semaines plus tard, il finit 16e du Grand Prix Lyon avec un deck similaire en Modern. Alors qu'il atteint le niveau « Platinum », plus haut niveau professionnel à Magic, il est invité par Wizards of the Coast à rejoindre la Magic Pro League (MPL), une ligue professionnelle comprenant 32 joueurs sélectionnés pour leurs performances en tournois,,,.
Le 16 décembre 2018, Depraz remporte la coupe du monde en équipe de la « World Magic Cup » en tant que capitaine de la délégation française avec Arnaud Hocquemiller et Timothée Jammot,.

### Magic Pro League, Mythic Championships et championnats du monde 2020 (2019-2020)
Le 23 juin 2019, Depraz finit à la 5e place des « Mythic Championship III » à Las Vegas avec « bleu/rouge Aggro » en Standard. Le 20 octobre 2019, il finit 2e du « Mythic Championship V », perdant en finale face à Javier Dominguez avec un deck « Bant Golos » en Standard,,.
Cette 2e place lui permet de se qualifier par défaut aux championnat du monde 2019 se tenant du 14 au 16 février 2020 à Hawaï, où il finit 7e du tournoi avec le deck « Temur Reclamation » en Standard,.
Depraz finit 8e de la première saison de la Magic Pro League, sécurisant sa place pour la saison partielle 2020. En avril 2020, dû à la pandémie de Covid-19, Wizards of the Coast annonce que la Magic Pro League est suspendue mais que les joueurs qualifiés resteront dans la sélection de la saison suivante,. Ceux-ci pouvant néanmoins participer à un des quatre « Players Tour Series 2 », Depraz choisit de s'inscrire au « Players Tour Online 2 » et perd en finale le 14 juin 2020 face à Ryuji Murae avec « Temur Reclamation » en Standard,,.

### MPL saison 2020-2021 et championnats du monde 2021
Depraz est sélectionné pour le « Players Tour Finals Series 2 » se déroulant du 25 au 26 juillet 2020, dans lequel il finit Top 64 avec « Temur Reclamation » en Standard, considérant le tournoi comme « vraiment difficile ». Il est également sélectionné pour le « Mythic Invitational 2020 » se tenant du 10 au 13 septembre 2020 mais échoue à se qualifier pour le 3e jour avec le deck « Rakdos Goblins » en Historique.
En juillet 2020, Wizards annonce un changement de format pour la nouvelle saison de la Magic Pro League, seuls quatre joueurs pouvant se qualifier pour la saison suivante. Depraz finit à la 9e place de cette saison 2020-2021 de MPL à l'issue de ses trois splits,.
Depraz est néanmoins sélectionné pour le championnat du monde 2021 en tant que 3e du MPL Gauntlet. Il parvient à se hisser à la 2e place, perdant en finale contre Yuta Takahashi avec « Grull Aggro » en Standard
,,,.

### Neon Dynasty Championshipet championnats du monde 2022
Du 11 au 13 mars 2022, Depraz participe au « Neon Dynasty Championship », finissant 6e et s'assurant ainsi une qualification aux Worlds.
Du 28 au 30 octobre 2022, il participe au championnat du monde 2022 à Las Vegas durant lequel il finit 20e.

### Championnats du monde 2023
Se classant 32e grâce aux points accumulés durant l'année, Depraz se qualifie au championnat du monde 2023 à Las Vegas. Il remporte le tournoi et devient champion du monde en battant Kazune Kosaka en finale avec le deck « Esper Legends » en Standard,,,,.

## Vie privée
Jean-Emmanuel Depraz est le fils de la philosophe Natalie Depraz. Il vit à Paris.
Au mois de juin 2024, il se joint à d'autres joueurs de la communauté Magic pour lancer un appel à voter contre le Rassemblement national (RN) aux élections législatives.